# Franz Krüger
Franz Krüger (Anhalt, 10 settembre 1797 – Berlino, 21 gennaio 1857) è stato un pittore e litografo tedesco.
Egli era noto per i suoi ritratti romantici e vivaci e le immagini di cavalli, che lo resero tra i più richiesti ritrattisti di animali a Berlino al punto da guadagnarsi il soprannome di Pferde-Krüger (“Horse-Krüger”). I suoi dipinti di parate militari e i suoi ritratti lo portarono a dipingere molti dei "benestanti" della città e del mondo dell'epoca che ne apprezzavano i raffinati dettagli.

## Biografia

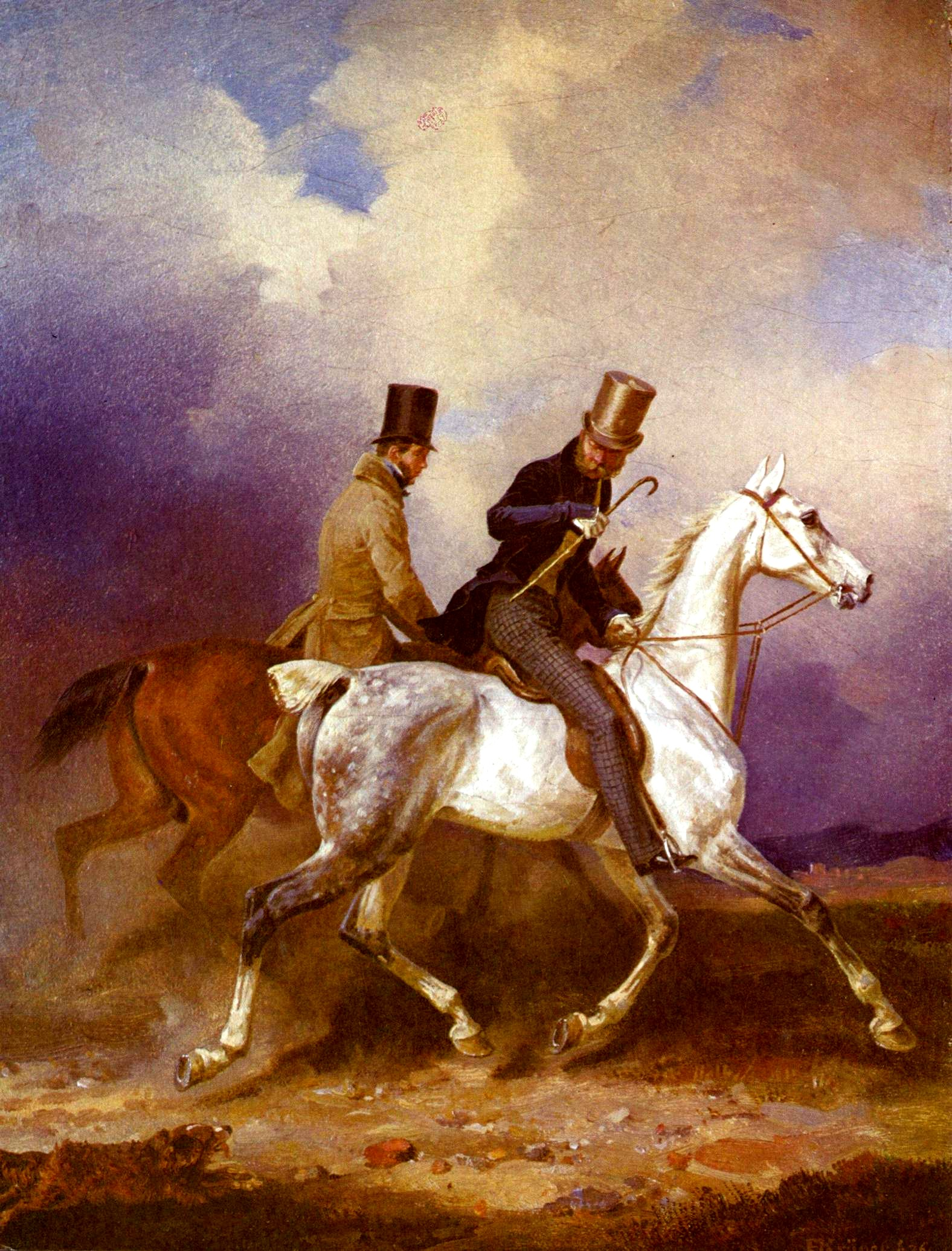
Uscita a cavallo del principe Guglielmo di Prussia, dipinto da Franz Krüger (che si è autoritratto come il secondo cavaliere sullo sfondo). Questo dipinto fu tra quelli che cementarono l'amicizia tra l'artista tedesco ed il futuro primo kaiser di Germania.

Krüger era figlio di un aristocratico ed amico personalmente dell'ornitologo Johann Friedrich Naumann del vicino villaggio di Ziebigk che lo ispirò nella pittura di animali. Durante gli anni della scuola a Dessau, Kruger entrò in contatto col pittore paesaggista Karl Kolbe il vecchio. Krüger studiò nel 1812–13 all'Accademia delle Arti di Berlino e continuò poi indipendentemente a sviluppare le proprie doti, in particolare ritraendo i destrieri delle scuderie reali prussiane. Nel 1818 le sue scene militari e di caccia vennero poste in mostra all'accademia per la prima volta. Il suo ritratto del principe Federico Guglielmo Enrico Augusto di Prussia (figlio del principe Augusto Ferdinando di Prussia) e del conte August Neidhardt von Gneisenau furono alla base della sua fama e successiva carriera come ritrattista. Nel 1825 venne nominato "Professore reale" e membro dell'Accademia delle Arti. Molti viaggi alle corti di San Pietroburgo, Hannover e Schwerin contribuirono ancora di più a diffonderne la fama. Durante un viaggio di studio a Parigi nel 1846, incontrò Eugène Delacroix. Dopo le rivoluzioni del 1848, fece ritorno a Dessau, ma nel 1855 tornò in Francia per l'Esibizione Mondiale.
Nel 1825 aveva sposato l'artista Johanna Eunicke che morì nel 1856. Franz Kruger morì l'anno successivo e venne sepolto al Dorotheenstädtisch-Friedrichswerderscher Friedhof di Berlino.
Uno dei suoi studenti e famoso pittore di animali fu Carl Steffeck.

## Opere

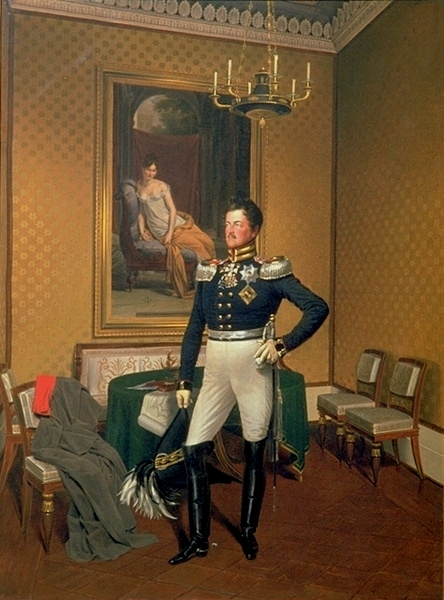
Il principe Augusto di Prussia nel Salone Imperiale

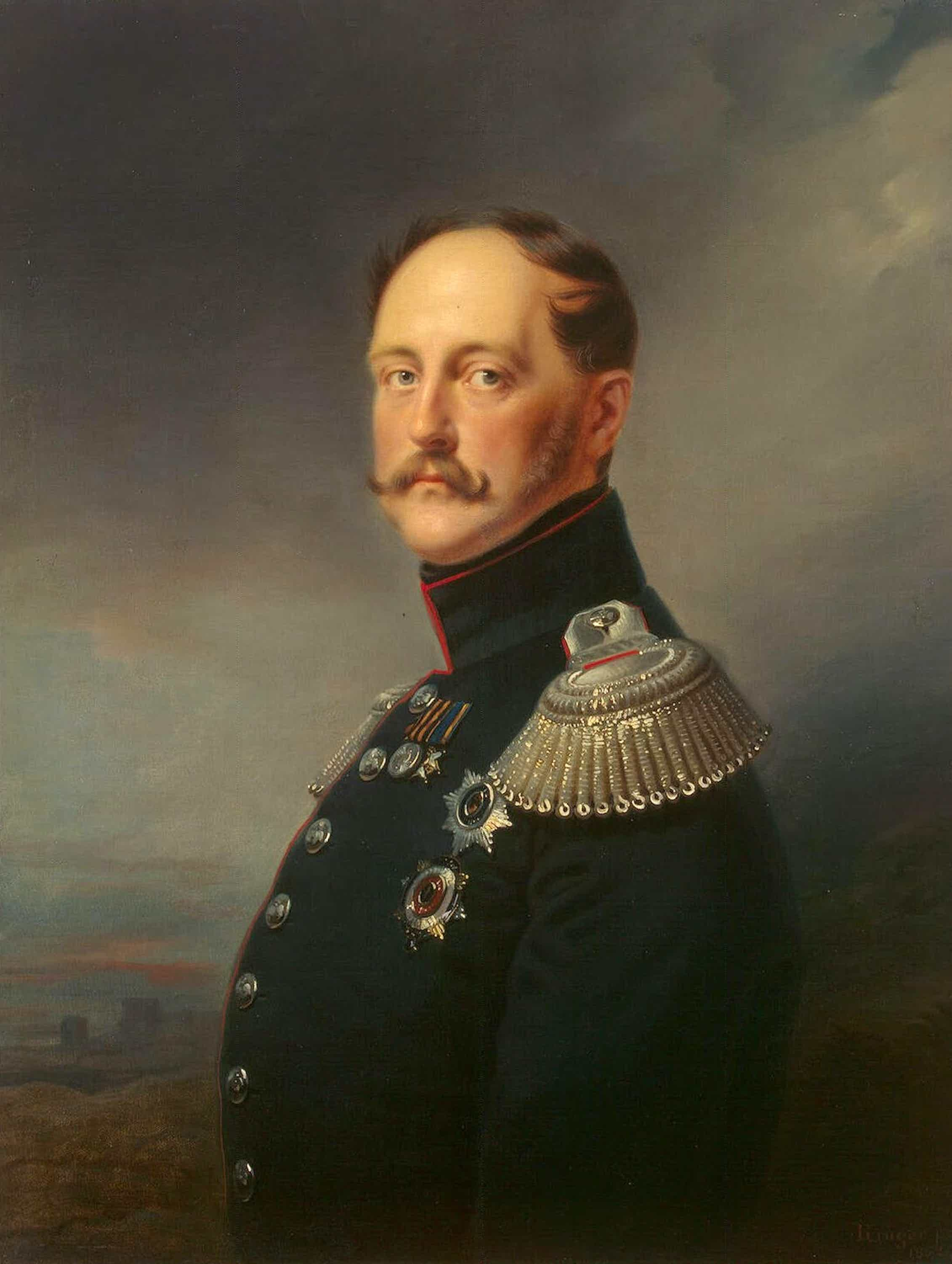
Nicola I di Russia

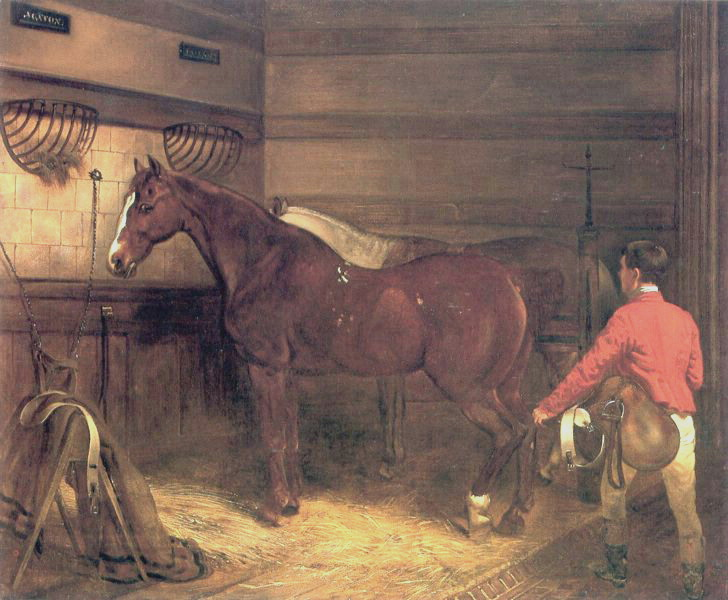
Il cavallo Agathon nelle stalle del castello di Glienicke

- 1815 c.: August Friedrich Ferdinand von der Goltz
- 1817 c.: Il principe Augusto di Prussia nel Salone Imperiale
- 1818 c.: Il conte Gneisenau con corteo
- 1820 c.: Il maggiore von Geusau
- 1822: Il banchiere Wilhelm Christian Benecke con la sua famiglia
- 1824 c.: Diciotto ritratti dei membri della famiglia reale di Federico Guglielmo III di Prussia
- 1824–1830: Parata alla Opernplatz di Berlino
- 1830 c.: Acquarelli con le carrozze del principe Carlo di Prussia
- 1826: Il colonnello von Krafft; Otto, Bernhard, Ferdinand e Wilhelmine von Bismarck-Schönhausen
- 1827: Nicola I di Russia, Eremitage, San Pietroburgo
- 1829: Parata di corazzieri
- 1829: Johann Georg Emil von Brause
- 1836: Ritratto del principe Guglielmo di Prussia
- 1839: Combattimento del 1. Garde-Regiment
- 1844: Omaggio a Federico Guglielmo IV al Lustgarten di Berlino in occasione della sua ascesa al trono nel 1840
- 1847: Il barone von Reitzenstein zu Pferde
- 1848: Trasferimento del VI. Brandenburgische Kürassiere di Federico Guglielmo III al granduca Nicola 1819
- 1849: Combattimento del 1. Garde-Regiment
- 1850: Il cavallo Agathon nelle stalle del castello di Glienicke, Castello di Glienicke, Berlino
- 1851: Il conte Pavel Kiselev
- 1851: Il conte Alexander Arkadyevich Suvorov
- 1852: Il principe Carlo di Prussia in uniforme da generale di fanteria, Castello di Glienicke, Berlino
- 1855: August Borsig
- 1855: Il principe Woronzoff
- 1856: Il feldmaresciallo Wrangel
- 1856: Il Duca e Principe Hans Heinrich XI di Pless, Castello di Pless, Pszczyna